# Svastika

Svastika v hinduistické dekorativní podobě

Fylfot (rohy směřují doleva)

Svastika (něm. Swastika; ze sanskrtu: स्वस्तिक suastika - su=dobrý, asti=býti - značí "něco dobrého", také "přízeň osudu", požehnání) je symbol kříže s ohnutými či zalomenými rameny (většinou v polovině a do pravého úhlu), a to buď ve směru hodinových ručiček (pravotočivá svastika 卐), nebo proti němu (levotočivá svastika 卍). V tantře se pravotočivá svastika používá jako symbol mužského a levotočivá jako symbol ženského principu.[zdroj?]
V bílé magii je levotočivá svastika (卍) symbolem naděje, dobroty srdce, obnovy a jara. Pravotočivá svastika (卐) 
- Symbolika: V hinduismu, buddhismu a džinismu symbolizuje pravotočivá svastika:
  - Slunce a jeho pohyb po obloze (východ–jih–západ)
  - Tvoření, život, světlo, prosperitu, stabilitu
  - V hinduismu bývá spojena s bohem Višnuem a Ganešou

.[zdroj?]
Svastika se vyskytuje v mnoha kulturách po celém světě buď jako náboženský symbol, symbol různých organizací a politických směrů, nebo prostě jako dekorativní prvek. Dnes je v západní kultuře pravotočivá svastika známá především jako hákový kříž (něm. Hakenkreuz), symbol nacismu.

## Historie
Jako dekorativní prvek, možná i se symbolickým významem, se svastika objevuje již v době neolitu. Nejstarší nálezy svastiky jsou na keramických střepech z dnešního Íránu a z Balkánu – oba asi z 5. tisíciletí př. n. l. (levotočivá jako jeden z více než 200 symbolů/znaků písma kultury Vinča). Z rané doby bronzové jsou známy nálezy svastiky v lokalitě Sintašta na jižním Uralu v Rusku. Svastika byla známá také v Harappské kultuře (2.–3. tisíciletí př. n. l.), odkud se snad dostala do hinduismu a buddhismu, kde se dodnes užívá jako symbol štěstí. Později se svastika objevuje u Chetitů, u různých Semitských národů a dalších.
V Řecku se tento symbol nazýval gammadion (tj. složený ze čtyř písmen gamma, Γ) nebo tetraskelion (řecky τετρασκελης tetraskelés, „čtyřramenný“), neužíval se však příliš často. Anglosasové jej nazývali fylfot („čtyřnoh“). Podobný symbol je triskelion, též triskelés (z řeckého τρισκελης „trojnohý“). Na americkém kontinentu se svastika používala jako symbol např. v kultuře Čibčů z Kolumbie a Kunů z Panamy.

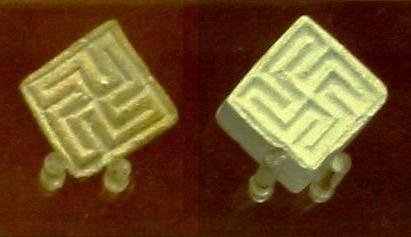
Pečetidla s nápisy v harappském písmu v Britském muzeu
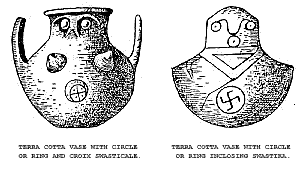
Vázy v podobě sovy nalezené Schliemannem při vykopávkách v Tróji
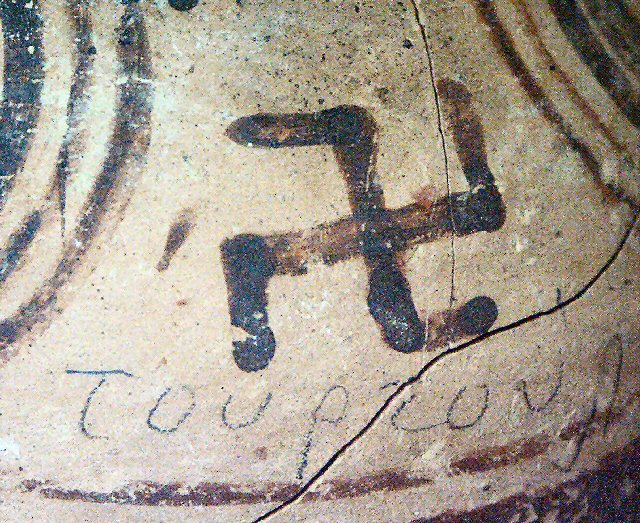
Minojská váza z Kréty, Archeologické muzeum Iraklio
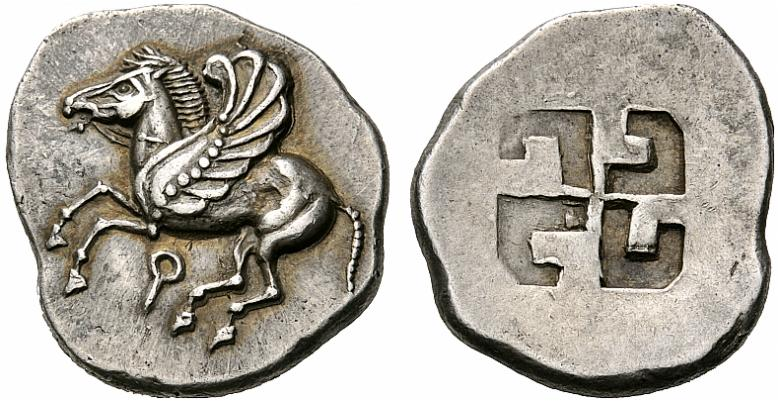
Stříbrná mince z Korintu, asi 550–500 př. n. l.
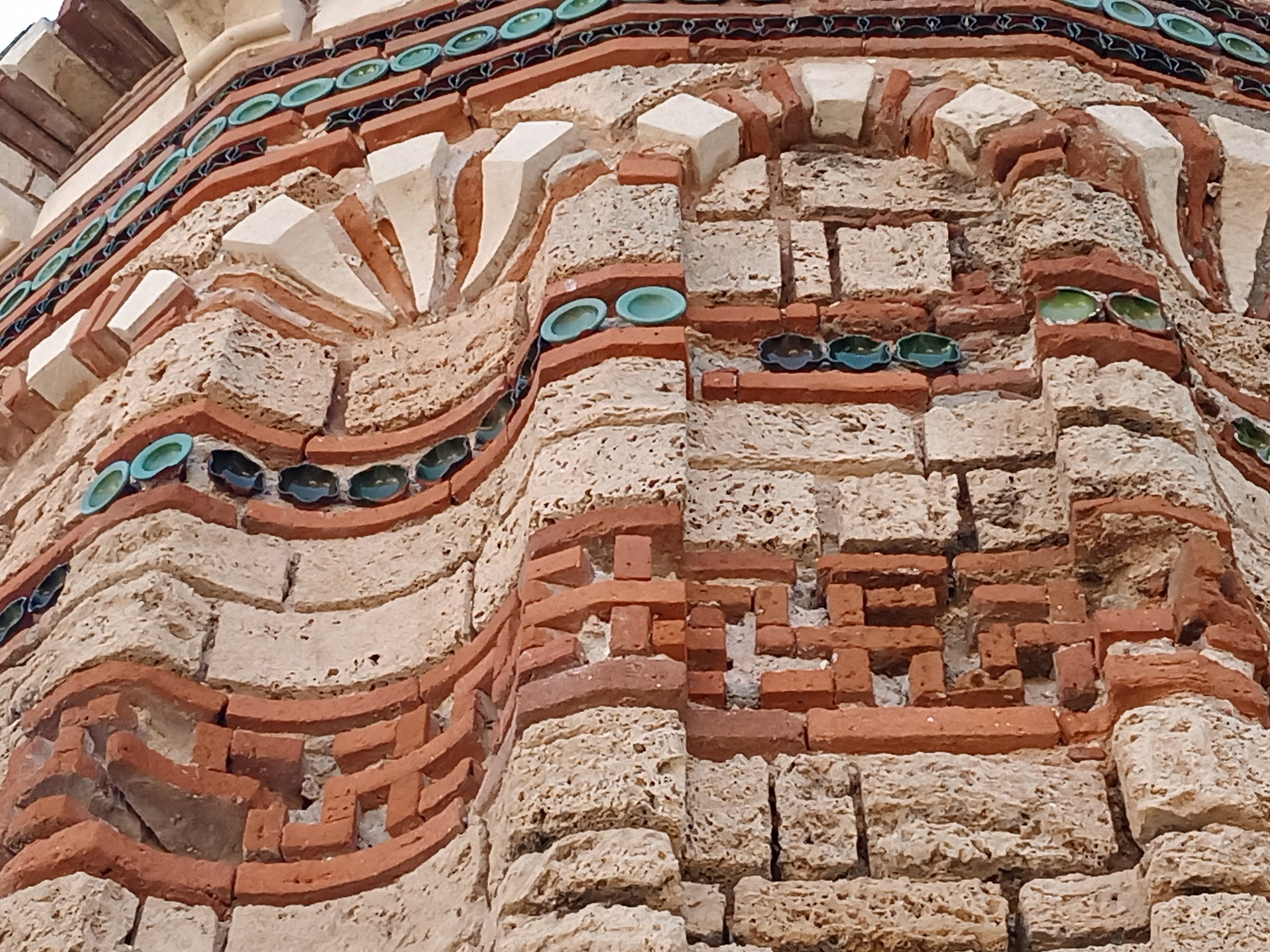
Svastika na chrámu Krista Všemohoucího v bulharském Nesebaru.

## Svastika jako náboženský symbol

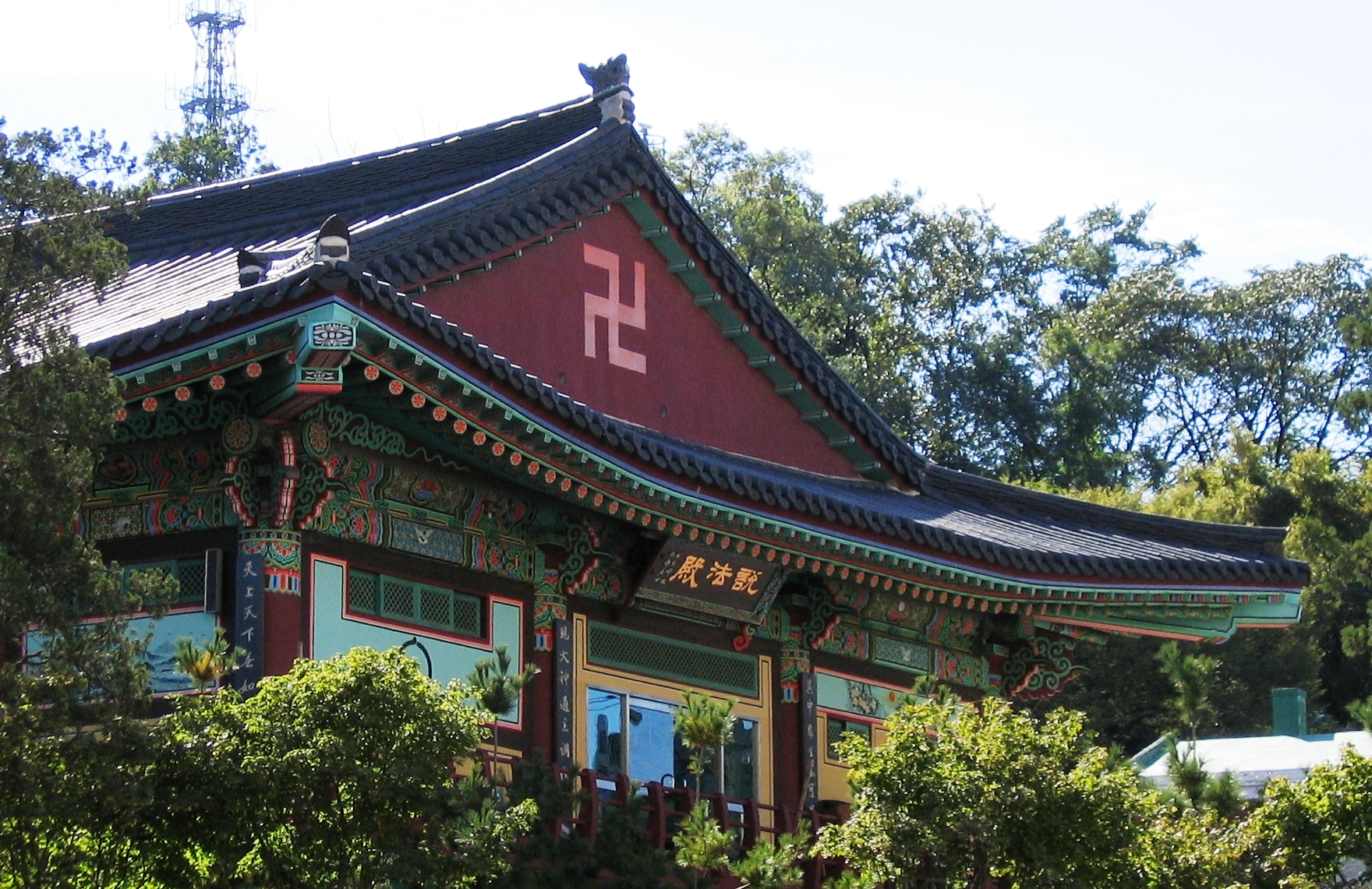
Svastika na budově v Soulu

Svastika se jako náboženský symbol používala v mnoha kulturách po celém světě, dodnes se užívá prakticky ve všech filozoficko-náboženských učeních indického původu – v buddhismu, hinduismu i v džinismu (dharmová náboženství). Ve všech těchto náboženstvích je to mnohoznačný symbol, obecně je chápána jako symbol štěstí.
Svastika se užívá také v zoroastrismu, jako Mithrovo kolo, oheň, …
Pravotočivá svastika znázorňovala mj. denní oběh Slunce na obloze a levotočivá noční pohyb hvězd. Jako náboženský symbol byla (a někde dodnes je) používána některými kmeny amerických indiánů. Například severoamerický kmen Navahů používal svastiku jako posvátný symbol při některých rituálech.
Mnoho evropských národů používalo před přijetím křesťanství svastiku jako náboženský symbol. Mj. je doložená u Slovanů (z Kyjevské Rusi, na Velké Moravě na dnech keramických nádob či z přemyslovských Čech na rouše sv. Ludmily a u Polabských Slovanů; v polské části Tater se svastika používala jako lidový ornament až do 20. století), u Germánů (je zde známa jako fylfot, jedná se o vikingský symbol – „Thorovo kladivo“,[zdroj⁠?!] doložená je i u Anglosasů), u baltských národů atd.

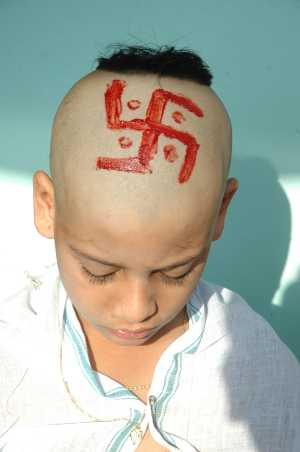
Hinduistický chlapec při náboženském obřadu

### Hinduismus
V hinduismu je svastika považována za výjimečně svatý a pozitivní symbol, je proto velice často používána při všech možných příležitostech. Lze ji vidět na zdech hinduistických chrámů, na oltářích, oblečení, špercích. Sbastik (bengálsky „svastika“) je také běžné bengálské jméno.
Symbolický význam svastiky je v hinduismu mnohoznačný: obě formy svastiky (tj. levotočivá a pravotočivá) zde značí jednotlivé formy boha Brahmy (pravotočivá – vyvíjení vesmíru, levotočivá – zanikání vesmíru). Vedle toho se svastika používá jako sluneční symbol boha Súrji nebo jako symbol stability (čtyři světové strany). Svastika je navíc jeden ze 108[zdroj?] symbolů boha Višnua a značí životodárné sluneční paprsky.

### Buddhismus

Symbol školy Fa-lun-kung (Fa-lun-kung), „kolo zákona“, složené z pěti svastik, které představují buddhismus

V buddhismu je opět svastika mnohoznačný symbol. Reprezentuje zde dharmu, univerzální harmonii a rovnováhu protikladů. Levotočivá svastika dále značí lásku a milosrdenství, pravotočivá sílu a inteligenci. Svastika je také označována jako znamení Buddhy. Sochy Buddhů, jako socha sedícího Buddhy na ostrově Lanthau v Hongkongu nebo socha spícího Buddhy v chrámu v Číně, mají na hrudi symbol svastiky. Symbol svastiky se také nově objevil v roce 1992 ve znaku čchi-kungové buddhovské školy Fa-lun-kung (Fa-lun-kung).

### Křesťanství a judaismus
V křesťanství se svastika používala jen v minulosti, a to jen dosti okrajově. V době pronásledování křesťanů v Římské říši se svastika někdy používala jako zástupný symbol místo pronásledovaného latinského či řeckého kříže (podobně se však používaly i jiné symboly – např. znak kotvy).
Později se (opět okrajově) svastika používala jako symbol vítězství Krista nad smrtí – takto je použita v některých románských a gotických kostelech.
V některých starověkých a středověkých židovských synagogách se svastika také objevuje, jedná se však pouze o dekorativní prvek.

## Svastika v Evropě a v USA na počátku 20. století
Archeologické nálezy svastiky u mnoha starověkých indoevropských národů (Řekové, mj. i v Tróji), Chetité, Germáni, Peršané) vedly k teorii, že svastika byla původně obecně indoevropský symbol. Tato teorie (původně navržená Schliemannem) se na přelomu 19. a 20. století velmi rozšířila a svastika získala v Evropě a v USA velkou popularitu. Byla chápána jako symbol štěstí, a tak se používala v mnoha různých emblémech jak civilních organizací, tak i vojenských jednotek.
Svastika byla za první světové války sporadicky používána na strojích obou válčících stran jako letcův osobní symbol pro štěstí či talisman, stejně jako čtyřlístek, karetní eso nebo jakýkoli jiný obrázek. Nebyla ještě symbolem zlověstným a zdá se, že měla šanci stát se symbolem neutrality. V roce 1917 Ruská prozatímní vláda natiskla bankovky, na kterých byla zobrazena pravotočivá svastika. Bankovky se však nedostaly nikdy do oběhu.
Modrá svastika "hakaristi" se v letech 1918–1945 používala jako výsostný znak ve finské armádě, v omezené míře (s mírně změněnou geometrií, aby se odlišila od nacistické) se ve finském letectvu používala i později. Finům dokonce symbolizovala boj za svobodu, když byli napadeni Sovětským svazem. Lotyšské letectvo používalo v letech 1926 až 1940 červenou svastiku jako výsostný znak na svých letadlech. Některé americké vojenské jednotky měly jako svůj emblém svastiku (např. 45. pěší divize používala do 30. let žlutou svastiku na červeném pozadí, která se chápala jako domorodý indiánský symbol). Svastika byla oblíbená i v Polsku a některé jednotky polské armády používaly ve 20. letech svastiku jako součást svého emblému. Ve 20. a 30. letech 20. století byla svastika v kruhu symbolem kanadského hokejového týmu.

Hakaristi – znak finského válečného letectva v letech 1918–1945
Lotyšský výsostný znak z let 1926–1940
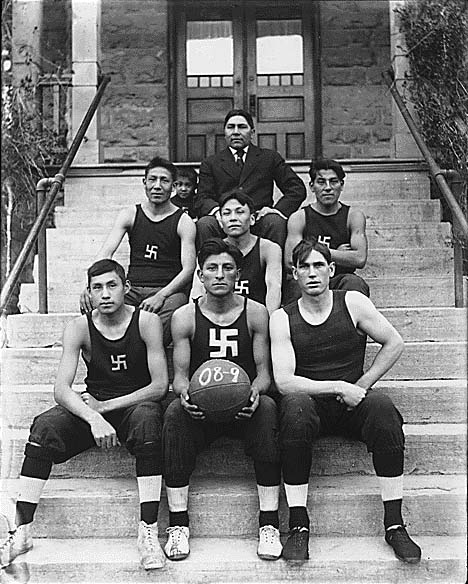
Basketbalový tým domorodých Američanů v roce 1909
Původní emblém 45. pěší divize americké armády

## Svastika jako symbol nacismu

Nacistický hákový kříž

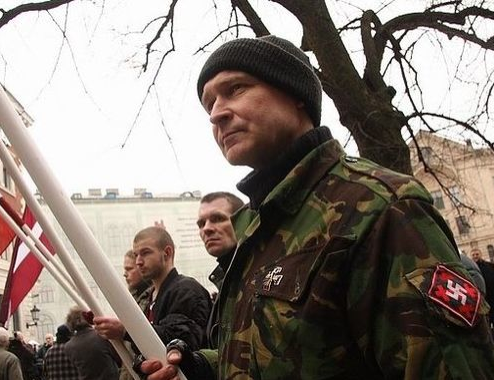
Pochod veteránů lotyšské legie SS a jejich stoupenců v Rize

Divizní odznak tankových granátníků SS „Nordland“

V západní kultuře je dnes svastika známá hlavně jako symbol nacismu. Užití svastiky jako nacistického symbolu vycházelo z dobové teorie, že svastika byla společný symbol domnělé árijské rasy. Jako svůj symbol ji proto nyní přijímaly hlavně organizace s nacistickou ideologií spřízněné. Pravotočivá svastika byla oficiálně přijata jako symbol NSDAP v roce 1920, neoficiálně se však používala už dříve. Toho roku se též objevila na helmách vojáků v průběhu tzv. Kappova puče. Svastiku používala také Deutsche Arbeiterpartei – přímý předchůdce nacistické strany.
Nacisté obecně používali pravotočivou černou svastiku (vykreslenou v mřížce 5 krát 5 čtverců) v bílém kruhu, jednotlivé nacistické organizace měly však tento znak mírně pozměněn. Na vlajce nacistického Německa byla černá pravotočivá svastika pootočena o 45° v bílém kruhu na červeném pozadí. Podobně pootočenou černou svastiku v bílém čtverci postaveném nakoso používala mládežnická organizace Hitlerjugend. Luftwaffe používala na směrových plochách svých letadel bíle orámovanou černou svastiku (opět nakoso).
Následkem zneužití svastiky jako nacistického symbolu většina západních uživatelů tento symbol již během 30. let opustila, např. britský spisovatel Kipling přestal používat svastiku na obalech svých knih. Užívání svastiky začalo být totiž veřejností vnímáno jako projev sympatií k Hitlerovu režimu. Po vypuknutí války v Evropě mnohé státy bojující proti silám Osy veřejné nošení svastiky zakázaly. Také dnes je v západní kultuře svastika tabuizována a její používání je v některých zemích trestné.

## Mandži
V japonském mládežnickém slangu se znak mandži (píše se jako levotočivá svastika - 卍) často používá jako synonymum pro slova typu "hustý", "cool", "supr" a podobně. Tuto skutečnost reflektuje například populární anime seriál Tokyo Revengers jehož hlavním subjektem je Tokyo Manji Gang - fiktivní gang, který má tento znak nejenom jako své logo ale i jako svůj průkaz totožnosti.